# 巨闕穴
巨闕穴（こけつけつ）は、任脈に所属する14番目の経穴である。手の少陰心経の募穴である。武道・武術では水月穴という。

## 部位
胸骨体下端の下2寸にある。

## 筋肉・神経・血管
知覚神経は肋間神経前皮枝、動脈は肋間動脈、上腹壁動脈が通る。

## 名前の由来
巨は巨大な、闕は宮門を意味することから名づけられた。

## 効能
生胸痛、心痛、心煩、驚くと動悸するもの、仮死状態、うつ病で精神錯乱、てんかん、健忘、胸満で呼吸困難、喘逆上気、腹脹と突然激しい腹痛、嘔吐、しゃっくり、食物が食道でつかえ飲み込めない、呑酸、黄疸、泄痢などに効果がある。